# Andrej Soklič
Andrej Soklič (1945) è un ex sciatore alpino sloveno che gareggiò per la nazionale jugoslava.

## Biografia
Specialista delle prove tecniche, Andrej Soklič vinse il titolo nazionale di slalom speciale nel 1964; in campo internazionale prese parte a diverse edizioni del trofeo Pokal Vitranc di Kranjska Gora tra il 1963 e il 1968, gareggiando sia in slalom gigante sia in slalom speciale. Non prese parte a rassegne olimpiche o iridate.

## Palmarès

### Campionati jugoslavi
- 1 oro (slalom speciale nel 1964)[1]